# Brzoza (gromada w powiecie bydgoskim)
Brzoza – dawna gromada, czyli najmniejsza jednostka podziału terytorialnego Polskiej Rzeczypospolitej Ludowej w latach 1954–1972.
Gromady, z gromadzkimi radami narodowymi (GRN) jako organami władzy najniższego stopnia na wsi, funkcjonowały od reformy reorganizującej administrację wiejską przeprowadzonej jesienią 1954 do momentu ich zniesienia z dniem 1 stycznia 1973, tym samym wypierając organizację gminną w latach 1954–1972.
Gromadę Brzoza z siedzibą GRN w Brzozie utworzono – jako jedną z 8759 gromad na obszarze Polski – w powiecie bydgoskim w woj. bydgoskim, na mocy uchwały nr 24/3 WRN w Bydgoszczy z dnia 5 października 1954. W skład jednostki weszły obszary dotychczasowych gromad Prądki, Przyłęki i Brzoza (główna część zamieszkana, bez lasu o powierzchni 546,34 ha oraz 4,155 ha włączonych do Bydgoszczy) ze zniesionej gminy Bydgoszcz w powiecie bydgoskim, a także obszary dotychczasowych gromad Kobylarnia, Olimpin i Smolno Nowe oraz obszar łąk nad kanałem o powierzchni 242,40 ha z dotychczasowej gromady Dąbie Nowe ze zniesionej gminy Łabiszyn w powiecie szubińskim w tymże województwie. Dla gromady ustalono 23 członków gromadzkiej rady narodowej.
Gromadę zniesiono 31 grudnia 1961, a jej obszar włączono do gromad Nowawieś Wielka (wsie Broza z osadami Chmielniki i Stryszek; Kobylarnia; Olympin z osadą Wałownica; Smolno Nowe z osadą Smolno; Targowisko oraz Panoniewo) i Białebłota (wsie Prądki i Przyłęki) w tymże powiecie.